# Myrsidea rustica
Myrsidea rustica är en insektsart som först beskrevs av Christoph Gottfried Andreas Giebel 1874.  Myrsidea rustica ingår i släktet sadellöss, och familjen spolätare. Arten är reproducerande i Sverige.